# Oleander (Pferd)
Oleander (* 1924; † 1947) war ein Rennpferd der Rasse Englisches Vollblut. Der hellbraune Hengst wurde auf dem Gestüt Schlenderhan gezogen. Oleander galt als das erste Galopprennpferd internationaler Klasse aus deutscher Zucht und war trotz Ticino, Nereide und Schwarzgold das erfolgreichste deutsche Galopprennpferd in der ersten Hälfte des 20. Jahrhunderts. Seine Lebensgewinnsumme wurde in Deutschland erst 1968 von Luciano übertroffen. Der Hengst starb 1947 auf dem Gestüt Altefeld.

## Abstammung
Oleander wurde 1924 auf dem Gestüt Schlenderhan von Prunus aus der Orchidee II von Galtee More gezogen. Orchidee II war in Deutschland geboren. Galtee More war irisch gezogen und stand ab 1904 im Gestüt Graditz.

## Rennlaufbahn
Rennrekord: 
- 2- bis 5-jährig: 23 Starts – 19 Siege, 2× zweiter Platz, 1× dritter Platz;
- Gewinnsumme 580.950 RM

Als Zweijähriger gewann er das renommierte Sierstorpff-Rennen im Spaziergang, erlitt jedoch danach im Training einen Beckenbruch. Von den Tierärzten aufgegeben, jedoch nicht von seinem Trainer George Arnull, erholte sich Oleander dank aufopfernder Pflege und Zuwendung und konnte im kommenden Jahr wieder trainiert werden. Die Nennungen für die klassischen Rennen waren zurückgezogen, doch Oleander wurde trotz langer Pause bester Dreijähriger des Jahres 1927.
Mit drei Siegen im Großen Preis von Baden (1927–1929) steht er dort neben der Wunderstute Kincsem, die das Rennen 1877–1879 gewann. Es sind die beiden einzigen Pferde, die sich dreimal in die Siegerliste dieses bedeutenden europäischen Rennens eintragen konnten, weshalb nach beiden in Iffezheim – dem Standort der Rennbahn – Straßen benannt wurden. Zwei Siege im Großen Preis von Berlin und dem über längere Distanz ausgetragenen Gladiatoren-Rennen stellten seine herausragende Klasse unter Beweis.
Das Gestüt Schlenderhan und Trainer George Arnull wagten mit Oleander den internationalen Vergleich im Prix de l’Arc de Triomphe, dem im 20. Jahrhundert bedeutendsten Rennen der Welt. Nach einem 5. Platz im Jahre 1928 (das einzige Rennen, in dem Oleander keinen Geldpreis gewann) bestätigte er seine hohe Einschätzung durch eine sehr knappe Kopf-Hals Niederlage im Jahre 1929 gegen die Ausnahmepferde Ortello und Kantar. Viele Experten waren damals der Ansicht, dass Oleander zu früh an der Spitze erschien und andernfalls das Rennen gewonnen hätte.
Oleander war nach der Gewinnsumme fast 40 Jahre das erfolgreichste deutsche Galopprennpferd, bis er 1968 von Luciano abgelöst wurde. Dieser Rekord muss auch vor dem Hintergrund gesehen werden, dass in den dreißiger Jahren (nach Oleanders Rennkarriere) der Galopprennsport eine Blüte mit steigenden Geldpreisen erlebt hat. Würde man die Siege Oleanders mit den Geldpreisen von heute berechnen (die Rennen haben größtenteils eine entsprechende Tradition), dann wäre er wahrscheinlich unter den Top 10 der gewinnreichsten Pferde Deutschlands.

## Bedeutung in der Zucht
Oleander gewann neunmal das Championat der Vaterpferde in Deutschland.
Der erste Nachkomme von Oleander, der 1933 eine Rennbahn betrat, war Schwarzliesel (Mutter von Schwarzgold), die sofort in überragender Manier gewann. Mit Waffenschmied stellte Oleander auch gleich den Winterfavoriten des Jahres 1933. Doch erst Sturmvogel, rechter Bruder der Schwarzliesel, gewann 1935 das Derby und war auch im internationalen Vergleich ein Pferd herausragender Klasse.
Weitere Derbysieger folgten 1943 mit Orsenigo (Italien),  1944 Nordlicht (Deutschland, Österreich). In England stellte er mit Pink Flower einen Zweiten in den klassischen 2.000 Guineas Stakes.
Mit Orleans stellte er 1954 den Sieger in der Grand Steeplechase de Paris, dem größten Jagdrennen Frankreichs. Es war das einzige Mal, dass ein deutscher Hengst einen Sieger in diesem Rennen gestellt hat. 
Mit Aster (Familie 9-h) brachte Oleander dem Gestüt Schlenderhan eine als 'brood mare' international anerkannte Zuchtstute.
Trotz seines eminenten Einflusses auf die Vollblutzucht ist seine direkte männliche Linie in Deutschland seit fast 40 Jahren erloschen, in der Ukraine und Weißrussland gibt es aber noch Hengste in der Vollblutzucht, die über seinen Sohn Raufbold auf ihn zurückgehen.

### Vollblutdeckhengste von Oleander
- 1931 Ebro
- 1932 Ausonius (Schweden)
- 1932 Sturmvogel
- 1933 Amaranthus
- 1933 Periander
- 1934 Burgunder
- 1934 Trollius
- 1935 Marschall Vorwärts
- 1935 Wunderhorn (Schweden) – 1945 Julianus SWE
- 1936 Sonnenorden (Polen) – 1949 Wizjer POL
- 1937 Samurai (USA)
- 1938 Figaro
- 1938 Nuvolari
- 1939 Rinaldo
- 1940 Erno (Italien)
- 1940 Orsenigo ITY (Italien, Brasilien)
- 1940 Pink Flower GB (England) – 1948 Wilwyn (GB, SAF) – 1956 Wildeal JPN –1965 Date Horai JPN
- 1940 Raufbold GER (RUS) – 1952 Razbeg RUS, 1955 Garnir RUS, 1960 Gaer RUS, 1961 Murmansk RUS
- 1941 Nordlicht (USA)
- 1941 Student
- 1944 Filiberto
- 1944 Honved
- 1945 Espace Vital (Chile)
- 1947 Asterios

### Hengstlinien in der Warmblutzucht
- 1936 Marabou 1940–1944 Hptb. Trakehnen 1945–1951 Ldb. Osnabrück 1952–1955 Ldb. Celle, starb 1955
- Marschall Vorwärts
- Raufbold – 1961 Murmansk RUS, 1958 Priz RUS (Polen), 1953 Rubelnik RUS

## Denkmäler

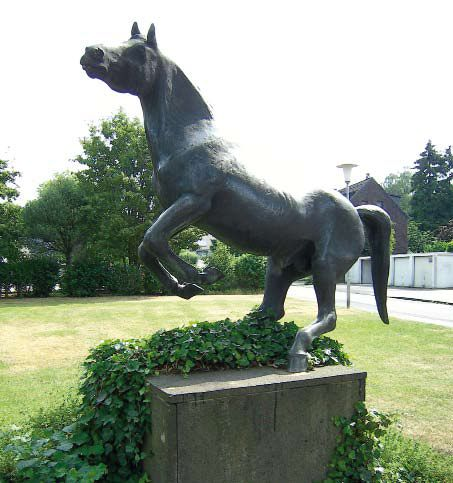
Bronzeskulptur "Springendes Pferd" in Quadrath-Ichendorf

Als Geschenk für seine Ehefrau Berta Kiehn ließ der Fabrikant Fritz Kiehn 1963 in Trossingen den Oleander-Brunnen errichten. Die lebensgroße Bronzeskulptur Oleanders fertigte der Bildhauer Fritz Behn an.
Eine Bronzeskulptur von Oleander von Ernemann Sander befindet sich im Stadtteil Quadrath-Ichendorf in der Kreisstadt Bergheim im Rhein-Erft-Kreis beim Gestüt Schlenderhan.